# Otholobium
Genre
Otholobium est un genre de plantes à fleurs dicotylédones de la famille des Fabaceae, sous-famille des Faboideae, originaire d'Afrique et d'Amérique du Sud, qui compte une cinquantaine d'espèces acceptées.

## Liste d'espèces
Selon The Plant List (6 octobre 2018) :
- Otholobium acuminatum (Lam.) C.H.Stirt.
- Otholobium arborescens C.H. Stirt.
- Otholobium argenteum (Thunb.) C.H.Stirt.
- Otholobium bolusii (H.M.L.Forbes) C.H.Stirt.
- Otholobium bowieanum (Harv.) C.H.Stirt.
- Otholobium brachystachyum (Spruce ex Diels) J.W. Grimes
- Otholobium bracteolatum (Eckl. & Zeyh.) C.H.Stirt.
- Otholobium caffrum (Eckl. & Zeyh.) C.H.Stirt.
- Otholobium caliginis J.W. Grimes
- Otholobium candicans (Eckl. & Zeyh.) C.H.Stirt.
- Otholobium carneum (E.Mey.) C.H.Stirt.
- Otholobium decumbens (Aiton) C.H.Stirt.
- Otholobium diffidens J.W. Grimes
- Otholobium flexuosum C.H. Stirt.
- Otholobium foliosum (Oliv.) C.H.Stirt.
- Otholobium fruticans (L.) C.H.Stirt.
- Otholobium glandulosum (L.) J.W. Grimes
- Otholobium hamatum (Harv.) C.H.Stirt.
- Otholobium heterosepalum (Fourc.) C.H.Stirt.
- Otholobium higuerilla (Gillies ex Hook.) J.W. Grimes
- Otholobium hirtum (L.) C.H.Stirt.
- Otholobium holosericeum (Barneby) J.W. Grimes
- Otholobium incanum C.H. Stirt.
- Otholobium macradenium (Harv.) C.H.Stirt.
- Otholobium mexicanum (L. f.) J.W. Grimes
- Otholobium mundianum (Eckl. & Zeyh.) C.H.Stirt.
- Otholobium munyense (J.F. Macbr.) J.W. Grimes
- Otholobium obliquum (E.Mey.) C.H.Stirt.
- Otholobium parviflorum (E.Mey.) C.H.Stirt.
- Otholobium pictum C.H.Stirt.
- Otholobium polyphyllum (Eckl. & Zeyh.) C.H.Stirt.
- Otholobium polystictum (Harv.) C.H.Stirt.
- Otholobium pubescens (Poir.) J.W. Grimes
- Otholobium pungens C.H.Stirt.
- Otholobium pustulatum C.H. Stirt.
- Otholobium racemosum (Thunb.) C.H.Stirt.
- Otholobium rotundifolium (L.f.) C.H.Stirt.
- Otholobium rubicundum C.H.Stirt.
- Otholobium sericeum (Poir.) C.H.Stirt.
- Otholobium spicatum (L.) C.H.Stirt.
- Otholobium stachyerum (Eckl. & Zeyh.) C.H.Stirt.
- Otholobium striatum (Thunb.) C.H.Stirt.
- Otholobium swartbergense C.H.Stirt.
- Otholobium thomii (Harv.) C.H.Stirt.
- Otholobium trianthum (E.Mey.) C.H.Stirt.
- Otholobium uncinatum (Eckl. & Zeyh.) C.H.Stirt.
- Otholobium venustum (Eckl. & Zeyh.) C.H.Stirt.
- Otholobium virgatum C.H. Stirt.
- Otholobium wilmsii (Harms) C.H.Stirt.
- Otholobium zeyheri (Harv.) C.H.Stirt.